# Caneggio
Caneggio is een plaats en voormalige gemeente in het Zwitserse kanton Ticino en maakt deel uit van het district Mendrisio.
Caneggio telt 336 inwoners.

## Geschiedenis
Caneggio fuseerde op 25 oktober 2009 met Bruzella, Cabbio, Morbio Superiore, Muggio en Sagno tot de gemeente Breggia.